# Gowidon
Gowidon — рід деревних ящірок родини Agamidae. Він монотипний з єдиним визнаним видом, Gowidon longirostris. Він зустрічається в Північній території, Квінсленді, Південній Австралії, Західній Австралії, Австралії та Новій Гвінеї.

## Таксономія
Вперше він був описаний у 1883 році Джорджем Буленджером як Lophognathus longirostris і був переведений до роду Gowidon у 2014 році Хелом Коггером. Таксономічне рішення щодо синонімії надано Коггером у 1983 році.